# Bård Hopland
Bård Hopland, född 3 mars 1952, är en norsk diplomat.
Hopland är utbildad jurist och har varit i norsk utrikestjänst sedan 1987. Han var avdelningsdirektör i Utrikesdepartementet 2002–2003 och senior rådgivare 2003–2011. Han var ambassadör i Asmara 2011–2013, Harare 2013–2016 och innehar sedan 2016 denna post i Khartoum.